# Barrage de Cleuson
Le barrage de Cleuson est un barrage à contreforts (barrage-poids évidé du type Noetzli) situé dans le val de Nendaz dans le canton du Valais en Suisse. 

## Description
Il a été construit en 1947 et mis en service en 1951. Le barrage de Cleuson fait partie de l'aménagement hydroélectrique de la Grande Dixence qui l'associe au barrage de la Grande-Dixence. Une station de pompage amène l'eau dans une galerie depuis le barrage vers la station de Blava à une altitude de 2 240 m au pied de la Grande-Dixence. Le barrage du Cleuson est alimenté par la prise d'eau du Tortin.

### L'alpage de Cleuson
1942 est une date importante pour l'alpage de Cleuson : la société EOS aménage un ouvrage de prise d'eau sur la Printze. On commence les travaux du barrage (qui occupera une superficie importante de l'alpage) par la construction de la route et d'un téléphérique pour les matériaux.
L'origine du mot Cleuson pourrait venir de cluse, du latin clusa, « cluse, passage resserré ». C'est un pâturage entre deux chaînes de montagnes et fermé par les épaulements formant le verrou glaciaire sur lequel repose le mur du barrage, verrou formé par le recul rapide du glacier à une certaine époque. 
L'alpage de Cleuson, sans la partie basse formée par des mayens du Chappey, est très vaste et s'étale de 1 700 à 2 700 m d'altitude. Propriété d'un consortage, il comporte 621 cuillerées de droits de fonds (droit qui valait de 90 à 100 francs au début du XXe siècle). On retrouve dans des écrits de 1257 la trace de cet alpage : l'abbaye de Saint-Maurice possédait sur les alpages de Cleuson et de Tortin le lait de deux jours entiers payable le lendemain du jour de la mesure, soit le jour de la Saint Jacques.

## Station de pompage

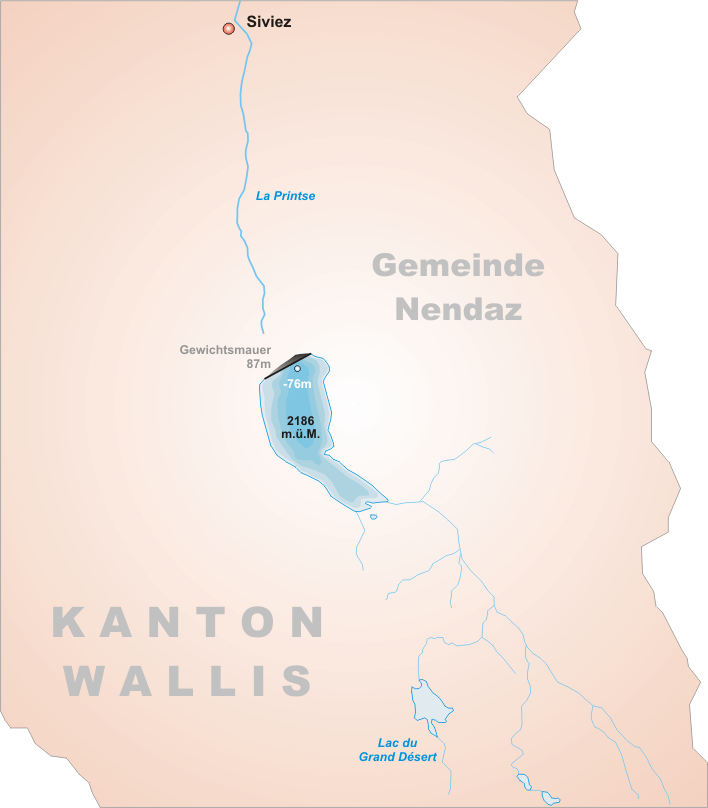
Carte de la région.

- Puissance : 4,1 MW ;
- Débit maximal : 2,2 m3/s